# Hammam
 (novembre 2013).
Pour les articles homonymes, voir Hammam (homonymie).

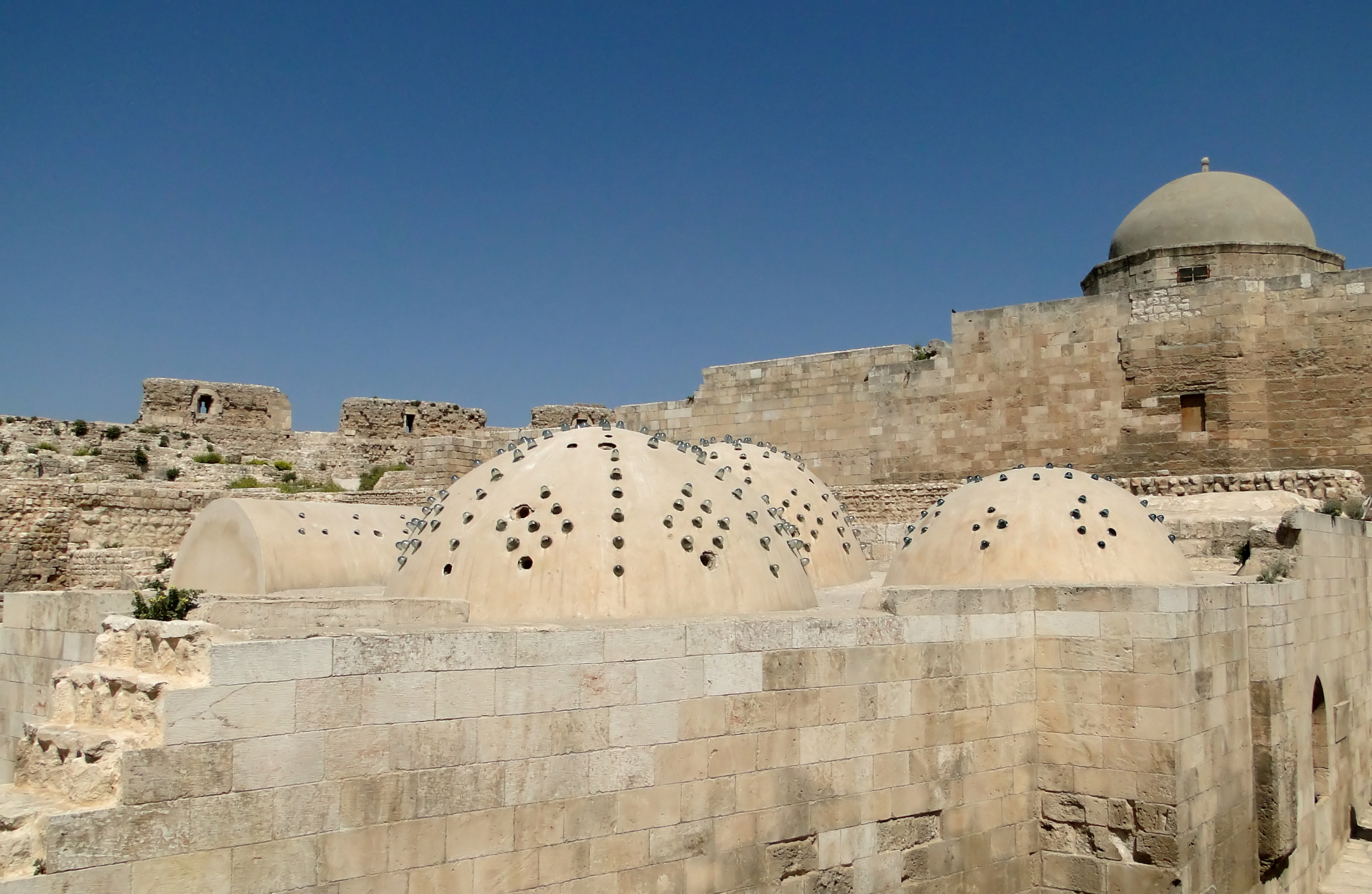
Hammam de la citadelle d'Alep en Syrie.

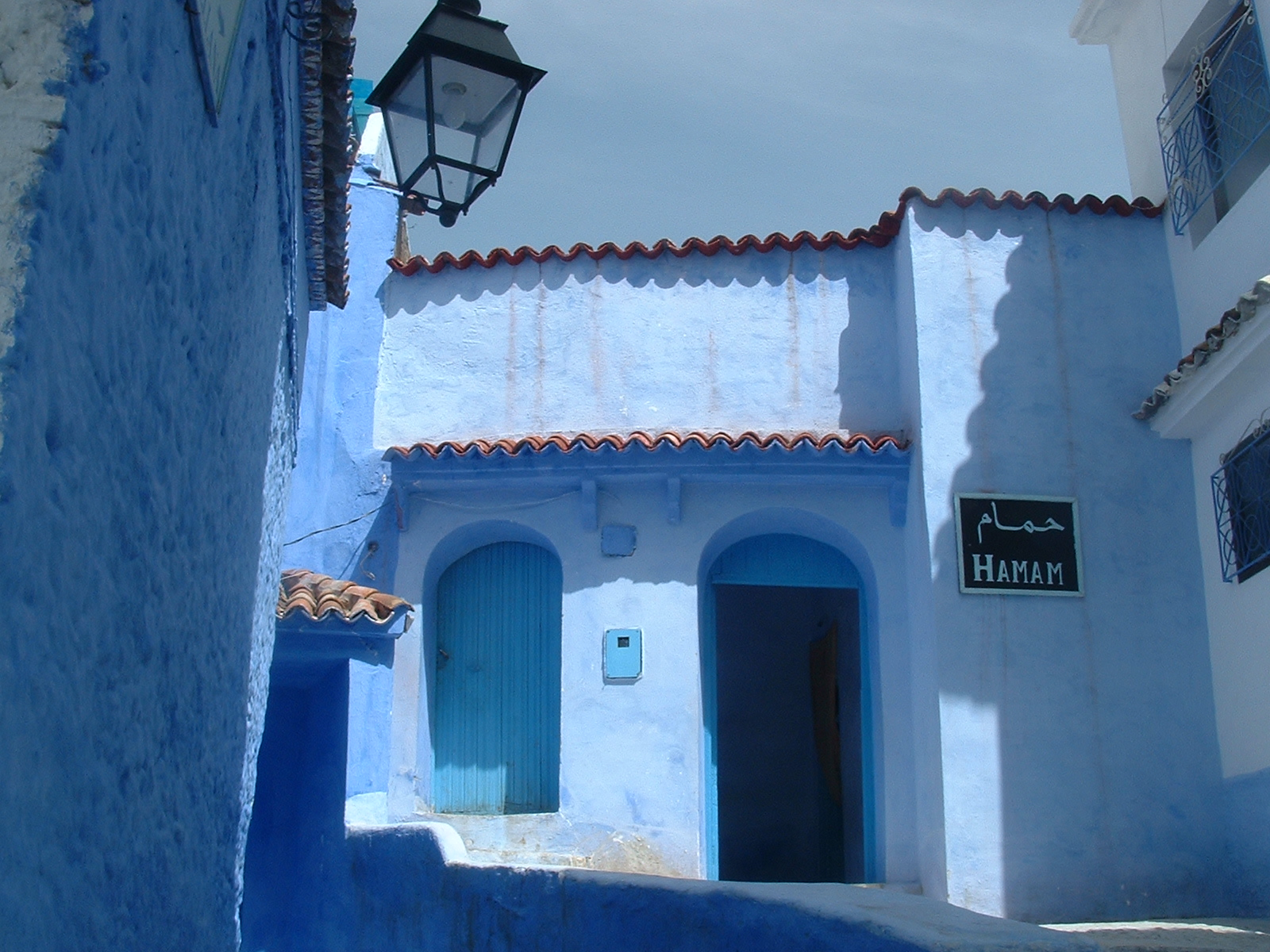
Hammam à Chefchaouen (Maroc). Vue extérieure.

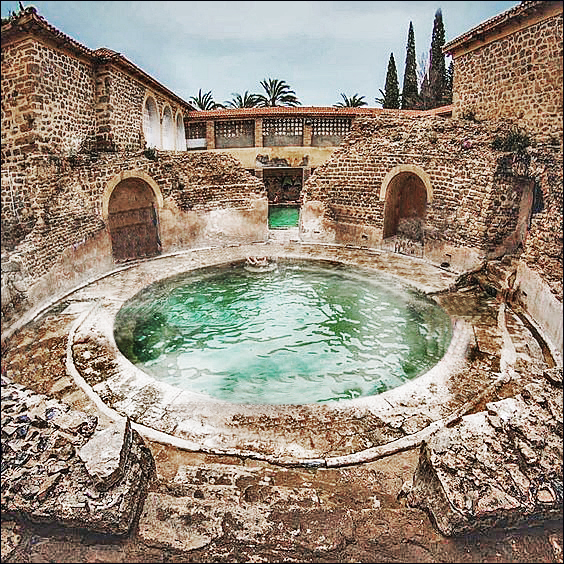
Hammam Essalihine en Algérie, bain romain existant depuis 2 000 ans.

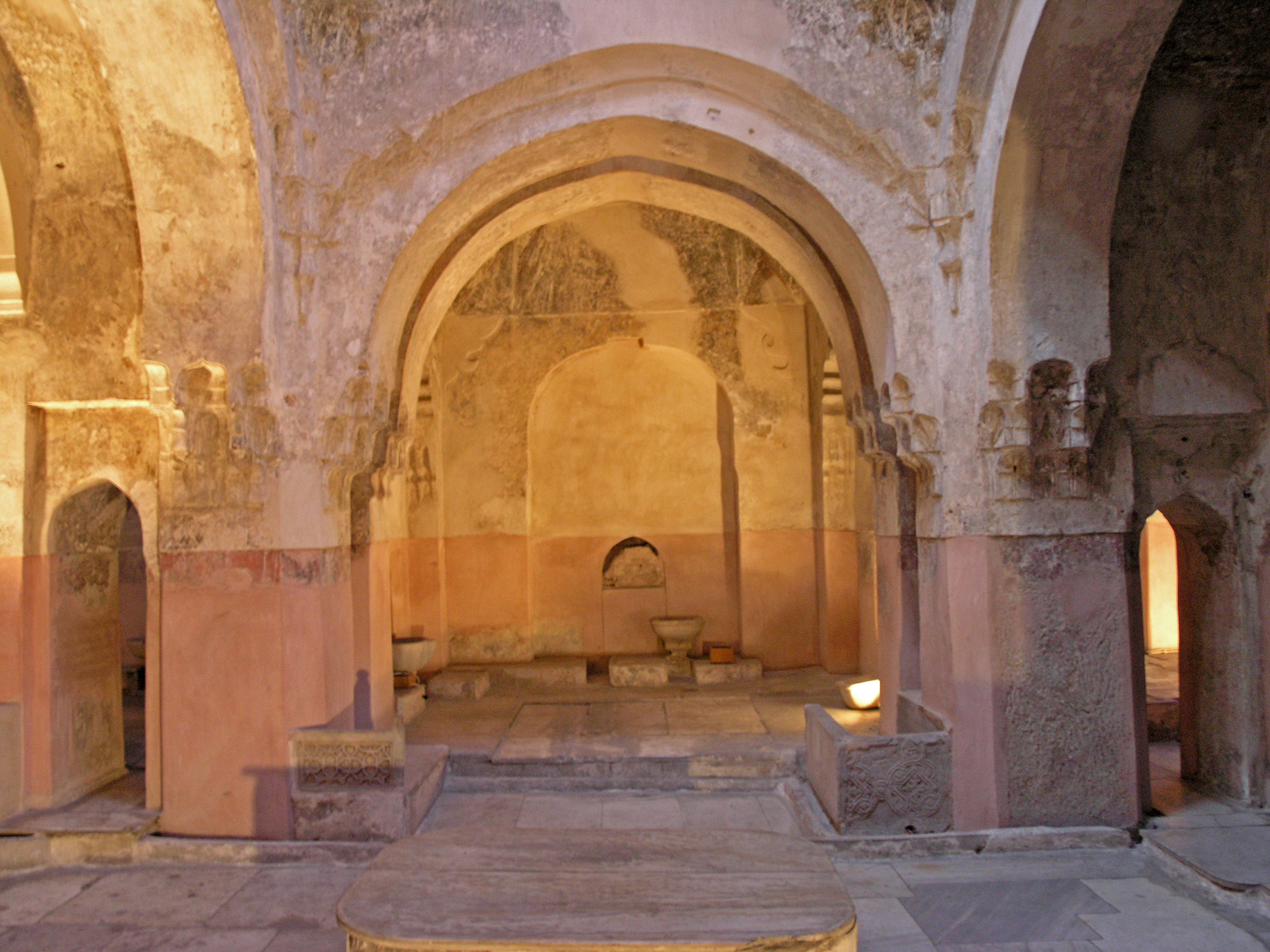
Intérieur du Hammam Bey à Thessalonique en Grèce.

Le hammam (en arabe : حمّام soit « bain d'eau chaude »), appelé bain turc en France ou bain maure (en référence à l'Espagne musulmane d'Al-Andalus) et prononcé amame par les Occidentaux, est un bain de vapeur humide puisant ses origines dans les thermes romains, il a par la suite été adapté aux us et coutumes des différents territoires au sein desquels il a été intégré. Dans sa forme actuelle, le hammam s'est développé dans l'Empire ottoman, de l’Afrique du Nord jusqu'au Moyen-Orient (comme en Syrie) à la faveur de l'expansion de l'islam. Le hammam désigne aussi l'établissement, le bâtiment dans lequel s'organise ce bain. L'architecture des hammams varie selon l'aire géographique et les époques.
Aujourd'hui, s'ils ont disparu totalement de certains pays comme l'Égypte (jadis réputée pour ses 365 hammams, Le Caire n'en compte plus que six), avec le développement des salles de bains privées, la pratique demeure encore vivace en de nombreux endroits et tend à se développer en Europe.

## Variantes locales

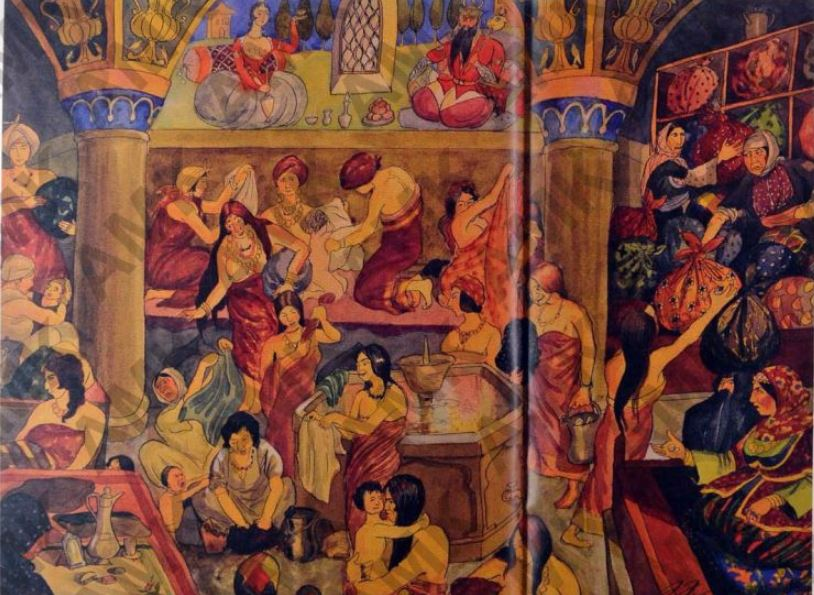
Femmes au bain par Azim Azimzade (Azerbaïdjan), 1935.

Le Bain turc par Dominique Ingres (1862).

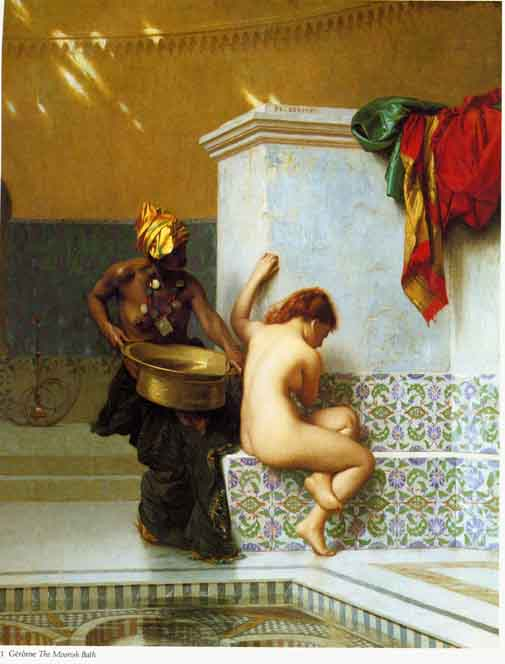
Bain Maure par Jean-Léon Gérôme (1824-1904).

### Algérie
Tradition bien ancrée, la fréquentation du hammam est un fait avéré et constant en Algérie depuis plus de 2000 ans,,, tandis que son déclin est une donnée réelle dans des pays comme l’Égypte ou la Syrie.
Lieu de socialisation, de relaxation et de soins depuis plus de 2000 ans dans le territoire de l'actuelle Algérie,,.
Des observations et des enquêtes de terrain ont permis de mettre en évidence les espaces qui composent ce lieu de purification, d’hygiène, de liberté et d’échange de parole. Différentes catégories de la population sont attachées au bain.
Le rôle socioculturel du hammam en Algérie se matérialise aussi bien via les possibilités d'échanges (amicaux, familiaux, professionnels ou culturels), qu'il offre qu'à travers le rôle de "tiers-lieu" qu'il joue.
À Constantine (Algérie), à travers un cas d’étude, les différents pratiques et rituels du hammam sont étudiés non sans prendre en charge les changements dans le rapport ou le lien qui rattache la société à ce lieu.
Il existe en Algérie un très grand nombre de stations thermales, parmi les plus emblématiques du pays (du fait de leur taille, ancienneté ou fréquentations) : 
Hammam Meskhoutine (Aquae Thiblitanae à l'époque romaine), sa source d'eau fait partie des plus chaudes du monde : sa température peut atteindre 97 °C, son débit est de 1 650 litres par seconde.
Hammam Essalihine par exemple (Aquae Flavianae à l'époque romaine ; Fontaine-Chaude à l'époque coloniale), est un bain romain qui existe depuis 2 000 ans. Il est situé dans la commune d'El Hamma, site touristique et thérapeutique, à 7 km de Khenchela (dans la wilaya de Khenchela). Son exploitation remonte à l'époque romaine,, les traces les plus anciennes le font remonter à 69 EC.
La ville de Constantine comptait au début du XXe siècle plus de 20 hammams.
Les hammams algériens sont riches de leur ancienneté, leur hétérogénéité (du fait des identités régionales algériennes très fortes mais également des apports culturels romains, byzantins, amazigh et algérien) et leur rôle social ancré dans la culture et les coutumes locales.

### Maroc
Au Maroc, le hammam est un phénomène social et toutes les catégories de la société fréquentent ce lieu public. Il se compose souvent de trois ou quatre chambres. Comme dans la plupart des hammams (au Maroc comme ailleurs), la première des chambes est à température ambiante, la deuxième un peu plus chaude, et ainsi de suite.
Les ruines du plus ancien hammam islamique connu au Maroc, datant de la fin du VIIIe siècle, se trouvent à Volubilis. Les bains publics au Maroc sont ancrés dans une histoire socioculturelle qui a joué un rôle important dans les villes marocaines tant urbaines que rurales. Ces espaces publics de nettoyage se sont rapidement développés à mesure que les cultures islamiques se sont assimilées aux techniques de baignade largement utilisées pendant les périodes romaine et byzantine.
Un passage au hamman est souvent fait par tradition lors du mariage par la futur mariée, accompagnée.

### France
Les thermes romains traditionnels (ancêtres du hammam) comportaient :
- le frigidarium (pièce tempérée à 20 °C) salle de repos, relaxation, thés à consommer
- le tepidarium (pièce tiède à 32 °C) salle de soins, massage
- le caldarium (petite pièce chaude à 42 à 48 °C)

En France, le hammam est introduit plus récemment en raison de l'immigration magrébine après la seconde guerre mondiale, il ne se compose généralement que d'une seule salle, et la température varie entre 40 °C et 50 °C,,.

## Terminologie
Le substantif masculin,, « hammam » [a(m)mam] est emprunté, — soit directement soit par l'intermédiaire du turc — à l'arabe, حَمّام / ḥammām, (« bain à étuves, bain chaud,, bain public ») dérivé du verbe ḥamma (« chauffer »). Un hammam est un établissement de bains,, public ou privé, qui comporte des étuves saturées de vapeur d'eau. « Bain maure », et « bain turc » sont deux désignations alternatives du hammam.
Une autre hypothèse est celle de l'origine Amazigh, le mot ahmayan (qui déformé aurait produit le mot Hammam), signifie chaud et chaleur.

## Historique et importance religieuse

### Religiosité
La popularité du hammam tire son origine des traditions romaines mais a gagné en popularité à la faveur du développement de l'Islam en Afrique du Nord et au Moyen-Orient via la tradition islamique des ablutions : la propreté est vectrice de rapprochement avec Dieu, de ce fait, il existe dans certains pays à majorité musulmane (notamment en Algérie) une forte proximité (avérée et étudiée) urbaine entre mosquée et hammam. Outre ce lien, la forte présence de hammams en Algérie est également liées à au plaisirs et impératifs médicaux qui poussaient algériens, byzantins et romains à s'y baigner.
Selon les différents consensus religieux, l'usage des hammams est toléré à condition de respecter certaines règles : 
- La non-mixité sexuelle
- Le respect de la Niya (pudeur, humilité, respect, bienveillance)
- Le respect de la nudité de soi et des autres (c'est-à-dire faire preuve de pudeur)
- Le respect des autres[21].

#### Historicité
Le hammam a évolué à partir des thermes romains,. Des vestiges archéologiques attestent de leur existence dès les Omeyyades. Le premier établissement public connu est celui de Bassorah, en Irak.
Comme les thermes romains, un hammam est constitué d'au moins quatre pièces : al-maslakh, l'entrée et le vestiaire ; bārid, la première pièce de baignade, non chauffée ; wastānī, la deuxième salle de baignade, modérément chauffée ; et ḥarāra, la troisième pièce de baignade, complètement chauffée.

## Effets
L'action principale du hammam est une importante vasodilatation (voir la page pour plus de détails sur les effets), induisant une relaxation très efficace.
- Le hammam est très recommandé après une activité musculaire. Il procure une relaxation intense qui va détendre les muscles, soulager (voire éviter) les courbatures et douleurs ligamentaires. Le bénéfice en termes de récupération le rend recommandable à l'entraînement des sportifs de haut niveau[25].

- Cela permet aussi de décongestionner les bronches.

- Par la relaxation qu'il procure, le hammam induit une torpeur bénéfique au sommeil.

## Contre-indications
- Éviter d'y aller en phase de digestion : il est recommandé d'attendre trois heures après un repas copieux avant de se rendre dans un hammam[25].
- Éviter de s'être rasé le jour même[25] : la peau irritée par le rasage peut démanger, la plupart des hammams diffusant des vapeurs de pin et d'eucalyptus aux propriétés urticantes.
- Le hammam induisant une baisse de la tension artérielle est évidemment déconseillé aux personnes souffrant d'hypotension artérielle. (Pour les mêmes raisons, il est absolument déconseillé d'y aller sous l'empire de l'alcool).

## Tellak ou Kessal (employés)

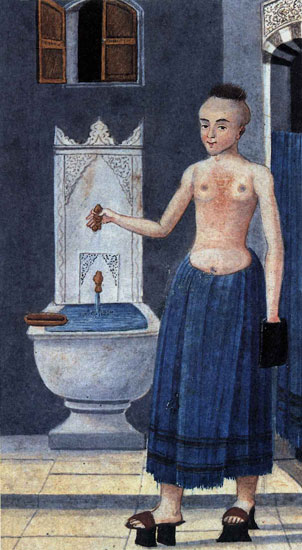
Tellak. Illustration tirée de Hubanname, une peinture homoérotique datant du XVIIIe siècle du poète turc Fazyl bin Tahir Enderuni.

Traditionnellement, les masseurs des hammams, appelés tellak en turc, aidaient les clients à se laver en les frottant et les savonnant,,.
Ils étaient recrutés parmi les rangs de non-musulmans de l'empire turc, à savoir les Grecs, Arméniens, Albanais, Bulgares, Roumains et autres.
Au milieu du XVIIIe siècle, les soldats haut gradés de l'armée ottomane avaient souvent un tellak comme amant. Quand les hommes d'un autre régiment enlevaient ce dernier et le passaient au commandant, une bataille de plusieurs jours entre les deux régiments pouvait s'ensuivre, laquelle se terminait seulement quand le sultan ordonnait la pendaison du tellak [source insuffisante].
Après la défaite et le démembrement de l'Empire ottoman, lorsque la république de Turquie s'occidentalisa, les garçons tellak perdirent leur rôle sexuel. De nos jours, le rôle du tellak s'en tient à des formes plus prosaïques, telles que les massages.
Au Maroc, le masseur (personne aidante pour l'exfoliation, le remplissage des seaux, etc.) dans les hammams pour hommes est appelé "Kessal" et la masseuse dans les hammams pour femmes est appelée "Tiyaba".

## Espaces et fonctions
Les hammams se divisent en plusieurs lieux distincts aux objectifs et utilités diverses, leur structure reste sensiblement identique d'un pays à l'autre : 
La Skiffa : sorte de patio qui marque la séparation entre l'espace public et le hammam.
L'Ouest ed-dar ou Dekkana ou Madjless : Espace d'accueil, de repos, qui peut faire office de vestiaire.
Sedda : Espace intermédiaire où les convives peuvent dormir le soir sur des matelas et où, la journée, sont entreposés différents objets
Bit el Berda : La chambre tiède intermédiaire, où les usagers peuvent s'habituer à la chaleur.
Bit es-skhoun : La chambre chaude, le centre du hammam.
Sorra : Littéralement le nombril, les usagers peuvent s'y faire masser.
Bit el-bnat : Littéralement : la chambre des jeunes filles, il s'agit d'un espace légèrement isolé du reste du hammam, où les jeunes filles et femmes pubères se retrouvent à l'abri. Bien que les Hammams dans les pays musulmans ne soient pas mixtes, il existe au sein des hammams une relative division géographique : les filles et les mères lorsque les enfants atteignent un certain âge, ne fréquentent pas les mêmes lieux. Cette séparation est fruit du principe de Niya (terme intraduisible en français qui renvoi à l'intention de modestie, de pudeur, de chasteté et d'humilité face aux ainées) et de Haya (pudeur).

## Activités et utilité
Les hammams au cours des siècles ont connus une hétérogénéité de rôles et d'utilités : 
- Rôle sanitaire : Bains, ablutions, soins et cures
- Lieu de socialisation : certains Hammams (notamment de l'est Algérien), permettent également de se restaurer, dormir, discuter (dans des cadres divers : familiaux, professionnels, ou amicaux). Les hammams y sont également utilisés comme lieux d'échange informel (entre deux individus qui ne devraient supposément pas se voir). Certains Hammams (notamment chez les turcs), permettent de déguster des cafés ou des sorbets ainsi que de fumer le narguilé ou le tchubuk, une longue pipe.
-  Lien communautaire : Dans certains pays (notamment en Algérie et en Tunisie) les hammams sont également utilisés comme des points de rendez-vous pour les communautés en dehors de leur territoire d'origine : les chaouis se retrouvent dans certains hammams connus des membres de la communauté.
- Lieu de commerce : en Algérie, dans certains hammams, les femmes peuvent s'adonner à la vente d'objets (robes, bijoux, teintures, draps...) en différé (les mesures d'hygiène ne leur permettant pas d'apporter avec elles ces objets) à d'autres femmes.
- Lieu d'entremise : les femmes comme les hommes dans les hammams peuvent échanger avec des pères ou mères de familles (voire avec le ou la future promis(e)) afin de permettre le mariage de leurs enfants dans un contexte communautaire et local (à l'image d'un mariage, un marché, une fête de village ou de quartier...),.

## Usage contemporain
Avec l'apparition, le développement et démocratisation des douches individuelles dans la plupart des pays musulmans, l'utilisation régulière des hammams diminue significativement. Cependant, l'importance culturelle et sociale de ce type d'aménités semble les protéger de la disparition notamment en Algérie et - dans une moindre mesure - au Maroc.

#### Ouvrages
- Geffrier Jacques, L’architecture du hammam au rythme des rites (Mémoire de 3e cycle), Paris, Ecole d’Architecture de Belleville, 2005
- Gouvion Colette, Les bains dans le monde, Paris, Aubanel, 2006 (ISBN 978-2-7006-0436-8)
- Pascal Meunier, Hammams, Paris, Dakota éditions, 2005 (ISBN 978-2-84640-148-7)
- Pascal Meunier, Les derniers bains du Caire, Paris, Le bec en l'air, 2008, 138 p. (ISBN 978-2-916073-37-8, DOI 10.3406/pharm.2008.6478)
- M. Tyckaert, Hammams. Les bains magiciens, Paris, Dakota, 2000.

#### Articles
- Mohammed Hocine Benkheira, « “La maison de Satan” : le hammâm en débat dans l'islam médiéval », Revue de l'histoire des religions, vol. 220, no 4 : « Aux confins de la Loi religieuse : expériences islamiques »,‎ 2003, p. 391-443 (DOI 10.3406/rhr.2003.922, lire en ligne [fac-similé], consulté le 27 août 2016).
- Farouk Omar Asli et Radhi Jazi, « “Le Hammam” à travers des manuscrits et autres ouvrages anciens de la littérature médicale arabe », Revue d'histoire de la pharmacie, vol. 56, no 358,‎ juillet 2008, p. 177-188 (lire en ligne [fac-similé], consulté le 27 août 2016).